# Guido Rings

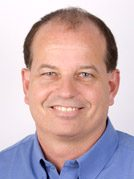
Guido Rings

Guido Rings (* 30. November 1964 in Düsseldorf) ist Professor für Postkoloniale Studien, Direktor der Research Unit for Intercultural and Transcultural Studies (RUITS), und Koordinator des Masterprogramms Interkulturelle Kommunikation an der Anglia Ruskin University in Cambridge, Großbritannien.

## Biographie
Nach Abschluss seines Ersten und Zweiten Staatsexamens in Spanisch und Geschichte sowie Deutscher Philologie an der Universität Düsseldorf promovierte Guido Rings in Spanischer Philologie und Geschichte (1996) und habilitierte dann in Romanistischer Literaturwissenschaft (2005) an der Universität Trier.
Seine Tätigkeit begann als Dozent für die Institute FIAC in Barcelona und IIK in Düsseldorf, bevor er nach Cambridge wechselte, um Lehrveranstaltungen in deutscher und spanischer Philologie sowie interkulturellen Studien für die Anglia Ruskin University zu übernehmen. 2000 wurde er dort Assoziierter Professor für Interkulturelle Studien und Leiter der deutschen Abteilung, 2004 Leiter des Fachbereiches Moderne Fremdsprachen und 2007 Professor für Postkoloniale Studien.
Nach der Mitbegründung der akademischen Internetzeitschrift GFL begann er 2007 in London die Forschungsgruppe RUITS im Rahmen der internationalen Konferenz “Neo-colonial mentalities in contemporary Europe?”, deren erste Ergebnisse im darauf folgenden Jahr in einem von Cambridge Scholars Publishing veröffentlichten Sammelband erscheinen.
2010 unterstützt der Deutsche Akademische Austauschdienst seine Gastprofessur an der Heinrich-Heine Universität Düsseldorf, an der er unter anderem Kurse zu Identität und Alterität im zeitgenössischen spanischen Kino mit Migrationsthematik, Die Eroberung Amerikas in der zeitgenössischen Narrativik Spaniens und Lateinamerikas und 1910–2010: Das andere Mexiko – vom mexikanischen Revolutionsroman zum Hypertext der Zapatisten hielt.
Wieder in Cambridge, war Rings Mitbegründer der interdisziplinären Zeitschrift iMex, und übernahm auch Consultancy Aufgaben für Cambridge University Press und Routledge.
Rings arbeitet darüber hinaus als Gutachter des Arts & Humanities Research Council (AHRC), des Irish Research Council for Humanities and Social Sciences (IRCHSS) und mehrerer akademischer Zeitschriften, unter anderem des Journal of International and Intercultural Communication, Current Issues in Language Planning und der Iberoamericana. Er war externer Prüfer des Birkbeck College, London, und Consultant für die Exekutivagentur Bildung, Audiovisuelles und Kultur (EACEA) der Europäischen Union.
Er war Assoziierter Professor für Interkulturelle Studien und Leiter des Fachbereichs Moderne Fremdsprachen an derselben Institution, DAAD Gastprofessor für Romanistische Literaturwissenschaften an der Heinrich-Heine-Universität Düsseldorf und Gastprofessor für Medienwissenschaften an der Universität Bayreuth.
Rings ist Mitherausgeber von German as a Foreign Language (GFL) und Interdisciplinary Mexico (iMex), den ersten akademischen Internetzeitschriften in ihrem jeweiligen Fachbereich, und er ist Mitglied der Higher Education Academy (HEA).

## Forschungsschwerpunkte
- Kino und Literatur mit Migrationsthematik (siehe beispielsweise die unten gelisteten Publikationen von 2009, 2010 und 2012)
- postkoloniale Literatur, Kino und Theater zur Eroberung Amerikas (vgl. seine Monographie La Conquista Desbaratada von 2010)
- interkulturelle Kommunikation
- Kulturtheorien

## Ausgewählte Publikationen
- European Cinema: Inside Out. Images of the Self and the Other in Postcolonial European Film[1] (mit Rikki Morgan-Tamosunas; Heidelberg: Winter 2003)
- BBC-German Grammar[2] (mit R. Tenberg, 2. Auflage, London: BBC 2005)
- Eroberte Eroberer[3] (Habilitation; Frankfurt/Main: Vervuert/Iberoamericana 2005)
- Bilderwelten – Textwelten – Comicwelten[4] (mit Frank Leinen; München: Meidenbauer 2007)
- Neo-colonial mentalities in contemporary Europe. Language and discourse in the construction of identities[5] (mit Anne Ife; Newcastle: Cambridge Scholars Publishing 2008)
- La otra cara de la migración: Imágenes del inmigrante latinoamericano en el cine español contemporáneo (Die andere Seite der Migration: Darstellungen lateinamerikanischer Migranten im zeitgenössischen spanischen Kino, Iberoamericana -Themenheft IX/34 2009, S. 71–148)
- Cultural Encounters in Contemporary German Cinema[6] (mit Christopher Hall, GFL-Themenheft XI/1 2010, S. 1–150)
- La Conquista desbaratada. Identidad y alteridad en la novela, el cine y el teatro hispánicos contemporáneos[7] (Die gescheiterte Eroberung. Identität und Alterität im zeitgenössischen hispanischen Roman, Kino und Theater; Madrid: Iberoamericana 2010)
- Identity and Otherness in contemporary Chicano cinema[8] (iMex-Themenheft I/2 2012, S. 4–115)